# Guillem de Jumièges
Guillem de Jumièges. o Guillelmus Gemeticensis fou un cronista anglo-normand de llengua llatina del segle xi.

## Biografia
Contemporani de la conquesta normanda d'Anglaterra, Guillem de Jumièges fou un dels primers autors a evocar els esdeveniments de 1066. Ell mateix és una figura enigmàtica que és coneguda com a monjo de l'abadia de Jumièges més que per la seva epístola dedicatòria a Guillem I d'Anglaterra. Com menciona igualment que va ser el testimoni ocular d'alguns esdeveniments del regnat de Ricard III de Normandia (1026- 1027), sembla raonable suposar que va néixer al voltant de l'any 1000. Va entrar probablement al monestir en el transcurs del primer terç del segle xi i va ser educat per Thierry de Mathonville. Segons Orderic Vital, el sobrenom de Guillem era «Calculus», però no ha revelat la significació d'aquest sobrenom. La data de la seva mort, posterior a 1070, no ha estat consignada.
Guillem de Jumièges era un normand escrivint des d'un punt de vista normand i, encara que no fou més que un monjo sense cap experiència militar, ha relatat els èxits del seu poble amb orgull. Va ser el compilador original de la història dels Ducs de Normandia coneguda sota el nom de Gesta Normannorum Ducum («Història dels Ducs de Normandia»), escrit cap a 1070. Aquesta gesta va ser construït sobre el marc d'una història precedent compilada per Dudon de Saint-Quentin, De moribus i actis primorum Normannorum ducum («Costums i accions dels primers Ducs de Normandia»), redactada en algun lloc entre 996 i 1015. Aquesta obra va ser encarregada pel duc Ricard I de Normandia i renovada pel seu fill Ricard II de Normandia (996-1026), així com pel seu germanastre, el comte Raül d'Ivry. L'obra de Dudon fou represa en els anys 1050 per Guillem de Jumièges que va revisar, abreujar i posar al dia el seu De moribus afegint-hi una relació dels regnats dels ducs Ricard II de Normandia (996- 1026), Ricard III de Normandia (1026- 7), Robert I de Normandia (1027- 1035) i Guillem I d'Anglaterra (1035- 1087).
Havent acabat el seu treball cap a 1060, Guillem de Jumièges el va reprendre, després que Guillem el Conqueridor es va proclamar rei d'Anglaterra, per afegir-hi l'episodi de la conquesta normanda d'Anglaterra i relatar els esdeveniments fins a 1070. La Gesta Normannorum Ducum foren després augmentats al segle xii pels monjos cronistes Orderic Vital i Robert de Torigni.

## Obra
Gesta Normannorum ducum acabada cap a 1071-1072, ha conegut diverses edicions modernes:
- Ed. François Guizot, Paris, Brière, 1826.[3] Traducció en francès a Gallica.[4]
- Éd. Jean Marx, Paris, A. Picard, 1914.[5]
- Éd. Elisabeth Van Houts, 2 volumes, Oxford, Clarendon Press, 1992 et 1995.[6] Text llatí i traducció anglesa al costat.